# Operação Kraai
A Operação Kraai (Operação Corvo) foi uma ofensiva militar holandesa contra a de facto República da Indonésia em dezembro de 1948, após o fracasso das negociações. Com a vantagem da surpresa, os holandeses conseguiram capturar a capital temporária da República da Indonésia, Yogyakarta, e apreenderam líderes indonésios, como o presidente republicano de facto, Sukarno . Esse aparente sucesso militar foi, no entanto, seguido por uma guerra de guerrilha, enquanto a violação do cessar-fogo do Acordo de Renville isolou diplomaticamente os holandeses levando à Conferência da Mesa Redonda Holandesa-Indonésia e ao reconhecimento dos Estados Unidos da Indonésia. 

A segunda Politionele actie ou operação militar tinha como objetivo conquistar Jogjakarta, a então capital da Indonésia, e outras áreas controladas pela República da Indonésia, exceto Aceh. O objetivo era dissolver a República da Indonésia e instalar uma entidade política mais maleável que se juntasse ao estado federal proposto pelos Países Baixos, permitindo assim que os Países Baixos preservassem seu controle na Indonésia. O Acordo de Renville, estipulou a retirada das forças indonésias do território ocupado pelos holandeses em troca do fim do bloqueio naval holandês.   Pequenas hostilidades continuaram atrás do lado holandês da Linha Status Quo/Linha Van Mook e se intensificaram quando partes da Divisão Siliwangi começaram a se infiltrar após o caso Madiun. Em Novembro-Dezembro de 1948, os holandeses decidiram fazer um último ataque militar para esmagar a República Indonésia.
Em setembro de 1948, o comando militar holandês havia conseguido decodificar o código secreto criptografado da iIndonésia, obtendo informações cruciais sobre as estratégias e planos militares e diplomáticos da Indonésia. Isso permitiu que o General Simon Hendrik Spoor neutralizasse as ações da república no campo de batalha e no cenário diplomático. Os holandeses estavam tão confiantes nessa vantagem que, três dias antes do ataque ser lançado, começaram a organizar uma conferência de imprensa em Jacarta para explicar suas ações, planejando realizá-la no momento em que o ataque começasse. Os holandeses também programaram seu ataque para coordenar com os planos do primeiro-ministro indiano Jawaharlal Nehru de enviar um avião particular para levar Sukarno e Mohammad Hatta para Bukittinggi, em Sumatra Ocidental, onde eles liderariam um governo de emergência. Uma delegação republicana liderada por Sukarno seria então levada de avião para Nova York, via Nova Déli, para defender a causa da república na Assembleia Geral das Nações Unidas. Durante a Revolução Nacional Indonésia, a Índia recém-independente simpatizou com a causa da república, que via como uma luta contra o imperialismo ocidental.
Em 18 de dezembro, transmissões de rádio em Jacarta relataram que o Alto Comissário holandês, Louis Beel, faria um discurso importante no dia seguinte. Esta notícia não chegou a Yogyakarta porque os holandeses cortaram a linha de comunicação. Enquanto isso, Spoor deu instruções para iniciar um ataque surpresa em grande escala contra a República. Ele cronometrou o ataque para coincidir com os exercícios militares do Exército Nacional da Indonésia em 19 de dezembro, dando aos movimentos holandeses alguma camuflagem temporária e permitindo que pegassem o inimigo de surpresa. O ataque também foi lançado sem o conhecimento prévio do Comitê de Bons Ofícios das Nações Unidas sobre a questão da Indonésia.

## Batalha

### Primeira ofensiva

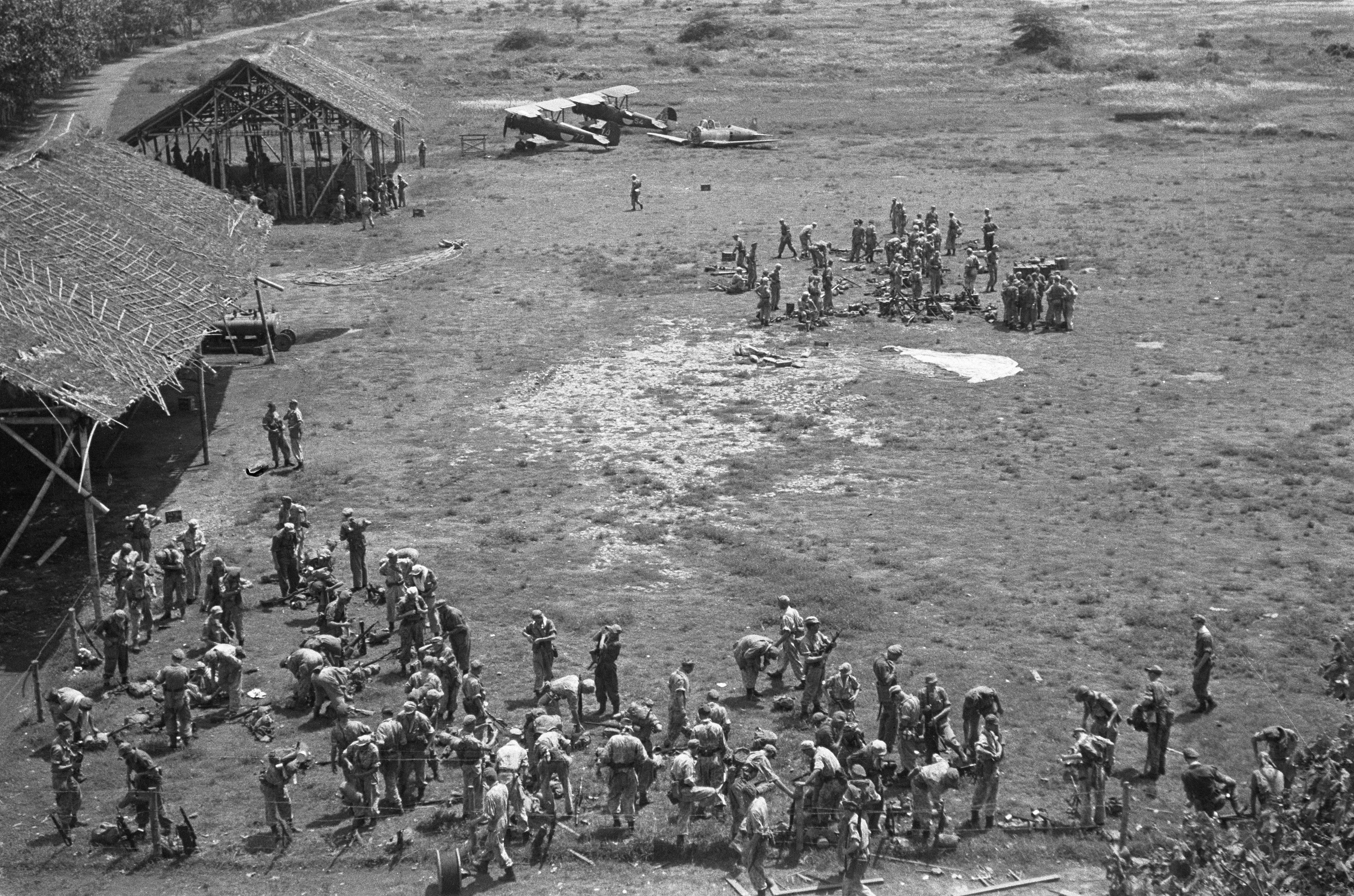
Tropas holandesas no campo de aviação de Maguwo com biplanos capturados da Força Aérea Indonésia ao fundo, 19 de dezembro de 1948

A primeira ofensiva começou nas primeiras horas de 19 de dezembro. Às 04h30, aeronaves holandesas decolaram de Bandung; rumo a Yogyakarta via Oceano Índico. Enquanto isso, o Alto Comissário holandês Beel anunciou pelo rádio que os holandeses não estavam mais vinculados ao Acordo de Renville. A operação começou quando os holandeses atacaram os principais centros indonésios em Java e Sumatra. Às 05:30, o campo de aviação de Maguwo e a estação de rádio em aeronaves militares, incluindo Yogyakarta, foram bombardeados pela Força Aérea Real das Índias Orientais Holandesas (ML-KNIL). A república enviou apenas três Mitsubishi Zeros japoneses capturados  enquanto o ML-KNIL tinha vários caças P-40 Kittyhawk e P-51 Mustang de fabricação americana, bombardeiros B-25 Mitchell e 23 Douglas DC-3s transportando aproximadamente 900 soldados.
Os paraquedistas holandeses do Korps Speciale Troepen desembarcaram no campo de aviação de Maguwo, que era defendido por 47 cadetes da Força Aérea Indonésia, levemente armados, que não possuíam metralhadoras antiaéreas. Com antecedência, os holandeses desembarcaram manequins para atrair fogo inimigo, o que permitiu que os aviões de caça holandeses metralhassem os defensores. A escaramuça durou 25 minutos e terminou com os holandeses tomando Maguwo; matando 128 republicanos sem sofrer baixas. Tendo garantido o perímetro do campo de aviação às 06:45, os holandeses conseguiram desembarcar tropas aerotransportadas em duas ondas sucessivas e usar Maguwo como base aérea para reforços de sua base principal em Semarang.  Às 8:30 am, o General Spoor deu uma transmissão de rádio ordenando que suas forças cruzassem a linha Van Mook e capturassem Yogyakarta para "purgar" a república de "elementos não confiáveis".

### Captura de Yogyakarta
Após saber do ataque surpresa, o comandante militar indonésio, General Sudirman, transmitiu um Perintah kilat (comando rápido) via rádio. Ele também solicitou que Sukarno e outros líderes evacuassem e se juntassem ao seu exército guerrilheiro. Após uma reunião de gabinete, eles se recusaram e decidiram permanecer em Yogyakarta e continuar se comunicando com os enviados das Nações Unidas e da Komisi Tiga Negara (Comissão Trilateral). Sukarno também anunciou um plano para um “governo de emergência” em Sumatra, no caso de algo acontecer à liderança indonésia em Yogyakarta.
No mesmo dia, a maior parte de Yogyakarta caiu nas mãos dos holandeses, com alvos importantes como a força aérea e o quartel-general do chefe do estado-maior arrasados tanto pelas tácticas indonésias de "terra arrasada" como pelos bombardeamentos holandeses. O presidente indonésio Sukarno, o vice-presidente Mohammad Hatta e o ex-primeiro-ministro Sutan Sjahrir foram capturados pelos holandeses e posteriormente exilados em Bangka. Eles permitiram ser capturados na esperança de que isso gerasse indignação no apoio internacional. Contudo, essa ação foi posteriormente criticada nos círculos militares indonésios, sendo vista como um ato de covardia por parte da liderança política. O sultão Hamengkubuwono IX ficou em seu palácio em Yogyakarta e não saiu durante toda a ocupação. O próprio sultão recusou-se a cooperar com a administração holandesa e rejeitou as tentativas de mediação do sultão pró-holandês de Pontianak Hamid II 
Em 20 de dezembro, todas as tropas republicanas restantes em Yogyakarta foram retiradas. Ofensivas também foram realizadas em outras áreas de Java e na maior parte de Sumatra. Todas as partes da Indonésia, exceto Aceh e alguns cantões em Sumatra, caíram sob controle holandês. Sudirman, que sofria de tuberculose, liderou os guerrilheiros de seu leito de doença. O general Abdul Haris Nasution, comandante militar dos territórios de Java, declarou o governo militar em Java e iniciou uma nova tática de guerrilha chamada Pertahanan Keamanan Rakyat Semesta (Nação em Armas), transformando o interior de Java em uma frente de guerrilha com apoio civil.
Um governo de emergência previamente planejado foi declarado em 19 de dezembro, o Governo de Emergência da República da Indonésia em Sumatra Ocidental, liderado por Sjafruddin Prawiranegara. Sudirman transmitiu por rádio seu apoio imediato a este governo.

## Consequências
Este ataque foi amplamente divulgado internacionalmente, com muitos jornais, incluindo os dos Estados Unidos, condenando os ataques holandeses em seus editoriais. Os Estados Unidos ameaçaram suspender a ajuda do Plano Marshall aos holandeses. Isto incluía fundos vitais para a reconstrução holandesa pós-Segunda Guerra Mundial, que até agora totalizaram US$ 1 bilhões.  O governo holandês gastou uma quantia equivalente a quase metade desse financiamento para suas campanhas na Indonésia. A percepção de que a ajuda americana estava a ser usada para financiar "um imperialismo senil e ineficaz" encorajou muitas vozes importantes nos Estados Unidos - incluindo aquelas dentro do Partido Republicano dos EUA e de dentro das igrejas e ONGs americanas para se manifestarem em apoio à independência da Indonésia. 
Em 24 de dezembro, o Conselho de Segurança da ONU pediu o fim das hostilidades. Em Janeiro de 1949, aprovou uma resolução exigindo o restabelecimento do governo republicano. Os holandeses atingiram a maioria dos seus objectivos e anunciaram um cessar-fogo em Java a 31 de Dezembro e a 5 de Janeiro em Sumatra.  A guerra de guerrilha, no entanto, continuou. As hostilidades acabaram finalmente em 7 de maio com a assinatura do Acordo Roem–Van Roijen .